# Theodor von Heyden

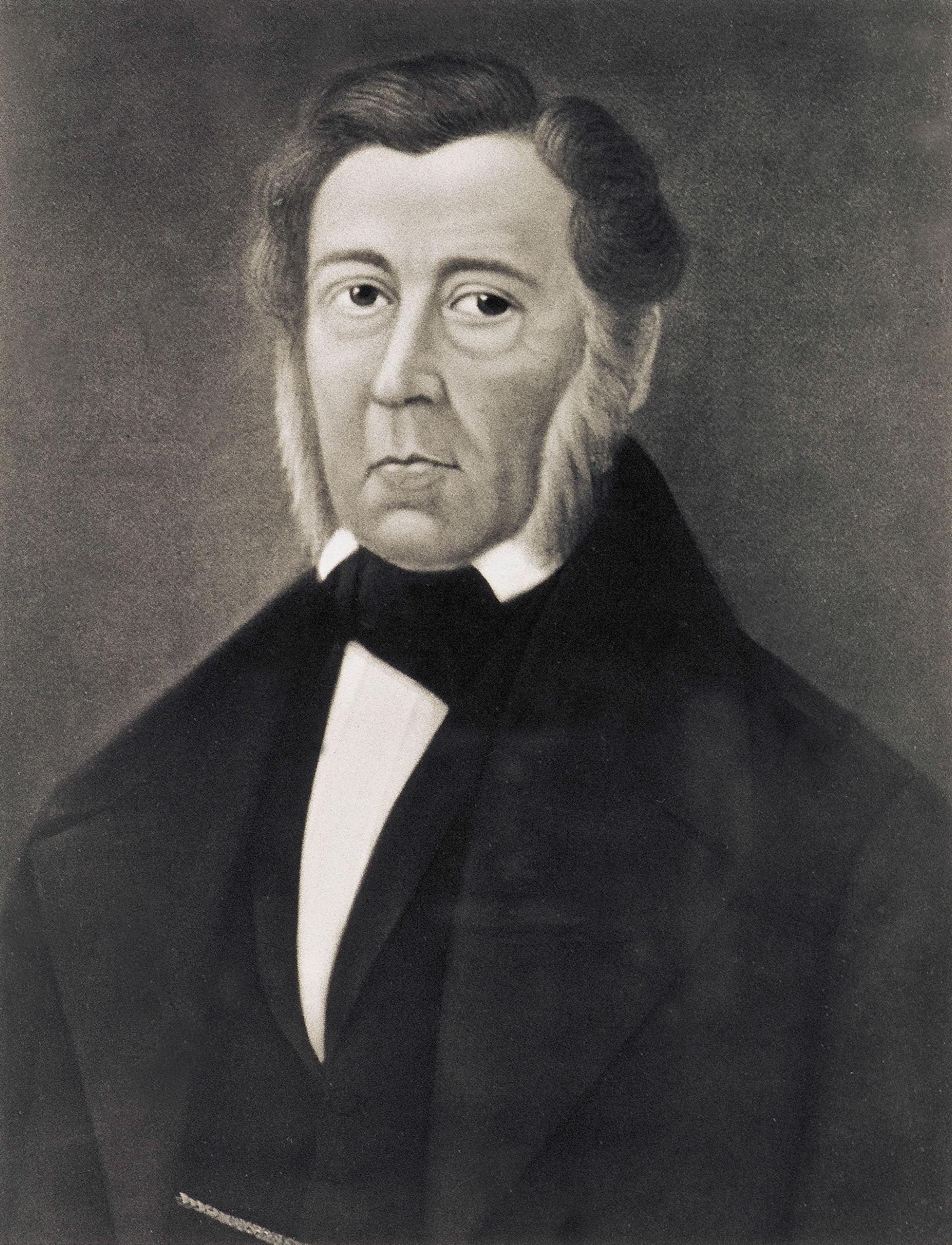
Theodor von Heyden

Theodor von Heyden (Taufname: Adolf Joseph Theodor; * 18. Juli 1789 in Heek; † 3. März 1858 ebenda) war ein deutscher Verwaltungsbeamter und Politiker.

## Leben

### Herkunft und Familie
Theodor von Heyden entstammte dem westfälischen Uradel des Hochstifts Münster, dessen Wurzeln bis ins 12. Jahrhundert zurückreichen. Er war der Sohn der Eheleute Leopold von Heyden und Antoinetta von Schade zu Ahausen. 1811 heiratete er Antonietta Hummels, eine vermögende Bürgerliche  aus Oldenzaal. Neun Kinder sind aus dieser Ehe hervorgegangen.

### Beruflicher Werdegang
Nach dem Besuch des Gymnasiums studierte er Jura sowie Land- und Forstwirtschaft. Examen legte er nicht ab, weil er sich um die Bewirtschaftung seines Gutes kümmern musste. Der Kreistag Ahaus wählte ihn 1833 mit 13 von 15 Stimmen zum ersten Kandidaten für das Amt des Landrats; am 17. November 1833 wurde er nach Ablegen der Prüfung zum Landrat des Kreises Ahaus ernannt und am 23. Dezember 1833 in sein Amt eingeführt. Er verlegte den Amtssitz der Kreisverwaltung auf sein Gut „Hohes Haus“ in Heek-Nienborg.
In der ersten Hälfte seiner Amtszeit wurde ihm von der Bezirksregierung Münster ein kritisches Lob ausgesprochen. In den späteren Jahren bescheinigte sie ihm eine nicht völlig genügende Amtsfähigkeit. In der „Conduiten-Liste“ von 1841 heißt es: „… vom besten Willen, Gutes zu wirken, aber zu leicht zurückschreckend, wenn es darauf ankommt, die Bevölkerung von alten Gewohnheiten abzubringen.“ Nach wiederholten Schlaganfällen trat er 1856 auf eigenen Wunsch in den Ruhestand. Er fand in Heek seine letzte Ruhestätte.